# Rinorea ulmifolia
Rinorea ulmifolia es una especie de planta perteneciente a la familia Violaceae.
Es endémica del noroeste de Colombia, encontrándose principalmente en el valle del río Magdalena, desde Bogotá hasta Sierra Nevada de Santa Marta.